# Darryl Morris
Darryl Morris er en fiktiv figur i tv-serien Heksene fra Warren Manor. Han er en FBI-agent der før i tiden har arbejdet sammen med Andy, hans makker. Morris er gode venner med Søstrene Halliwell, og har dækket over mange af de mystiske ting der er sket mens pigerne har været til stede, Inden Morris og hans kone blev bange for at han ville dø. 
"Something Wicca This Way Goes" var den sidste episode man så ham i. Da sæson 8 startede var ham og hans kone flytte til East Coast. 